# Entier transposable
Les chiffres de certains entiers spécifiques permutent ou se décalent circulairement quand ils sont multipliés par un nombre n. Voici quelques exemples:
- 142857 × 3 = 428571 (décalage circulaire d'un chiffre à gauche)
- 142857 × 5 = 714285 (décalage circulaire d'un chiffre à droite)
- 128205 × 4 = 512820 (décalage circulaire d'un chiffre à droite)
- 076923 × 9 = 692307 (décalage circulaire de deux chiffres à gauche)

Ces entiers spécifiques, appelés entiers transposables sont parfois des nombres cycliques. On peut caractériser ces nombres en utilisant des développements décimaux périodiques (et donc les fractions liées), ou directement.

## Généralités
Pour tout entier premier avec 10, son inverse est un nombre décimal répétitif sans chiffres non récurrents. Par ex. 1/143 = 0,006993006993006993...
L'intention de l'expression ci-dessus est de montrer que les permutations circulaires des six chiffres 006993 peuvent être obtenues à partir de cette décimale récurrente.
Cela montre que les permutations circulaires sont en quelque sorte liées aux décimales répétitives et à leurs fractions correspondantes.
Le plus grand commun diviseur (pgcd) entre toute permutation circulaire d'un nombre entier à m chiffres et 10m − 1 est constant, ce qui s'exprime formellement par :
{\displaystyle \gcd \left(N,10^{m}-1\right)=\gcd \left(N_{c},10^{m}-1\right),}
où N est un entier à m-chiffres et Nc est un permuté circulaire quelconque de N.
Par exemple,
```
  pgcd(091575, 999999) = pgcd(3
2
 × 5
2
 × 11 × 37, 3
3
 × 7 × 11 × 13 × 37)
                       = 3663
                       = pgcd(915750, 999999)
                       = pgcd(157509, 999999)
                       = pgcd(575091, 999999)
                       = pgcd(750915, 999999)
                       = pgcd(509157, 999999)
```

Si N est un entier à m-chiffres, le nombre Nc, obtenu en permutant cycliquement N à gauche, peut être obtenu depuis:
{\displaystyle N_{c}=10N-d\left(10^{m}-1\right),}
où d est le premier chiffre N et m est le nombre de chiffres de N.
Ceci explique le pgcd commun au-dessus, et le phénomène est vrai dans toute base si 10 est remplacé par la base b.
Les permutations cycliques sont donc liées aux développement décimaux périodiques, leurs fractions correspondantes, et les diviseurs de 10m−1. Par exemple les fractions liées aux permutations cycliques ci-dessus sont donc:
- 091575/999999, 915750/999999, 157509/999999, 575091/999999, 750915/999999, et 509157/999999.

Réduits, ils sont égaux à:
- 25/273, 250/273, 43/273, 157/273, 205/273, et 139/273.

Autrement dit, ces fractions lorsque exprimées en fractions irréductibles, ont le même dénominateur. Ceci est vrai pour les permutations cycliques de nombre entier quelconque.

## Procédé

### Multiplicateur entier
Un multiplicateur entier se réfère au multiplicateur n étant un entier :
1. Un entier X se décale à droite de manière cyclique de k positions lorsqu'il est multiplié par un entier n. X est alors les chiffres répétés de 1/F, où F est F0 = n × 10k − 1 (F0 est premier avec 10),  est un facteur de F0; excluant toutes valeurs de F qui ne sont pas plus de n.
2. Un entier X se décale à gauche de manière cyclique de k positions lorsqu'il est multiplié par un entier n. X est alors les chiffres répétés de 1/F, où F est F0 = 10k - n, est un facteur de F0; excluant toutes valeurs de F qui ne sont pas plus de n et qui ne sont pas premier avec 10.

Dans ces deux cas, les multiples de X, à savoir (j X) sont également des solutions, à condition que le nombre entier i satisfait la condition n j/F < 1. Le plus souvent, il convient de choisir le plus petit F qui correspond aux conditions ci-dessus.
Les solutions peuvent être exprimées par la formule:
{\displaystyle X=j{\frac {10^{p}-1}{F}}}
où p est une longueur de la période 1/F et F est un facteur de F0 premier avec 10.

Pour exclure des nombres entiers qui commencent avec des zéros à partir des solutions, sélectionnez un nombre entier j tel que j/F > 1/10, c'est-à-dire j > F/10.
Il n'existe aucune solution quand n > F.

### Multiplicateur fractionnel
Un entier X se décale à droite de manière cyclique de k positions lorsqu'il est multiplié par une fraction n/s. X est alors les chiffres répétés de s/F, où F est F0 = s × 10k - n, ou une fraction de F0; et F doit être premier avec 10.
Pour ce troisième cas, les multiples de X, à savoir (j X) sont encore des solutions, mais à la condition de satisfaire pour un entier j que n j/F < 1. Encore une fois, il convient d'utiliser le plus petit F qui correspond aux conditions ci-dessus.
Les solutions peuvent être exprimées par la formule :
{\displaystyle X=js{\frac {10^{p}-1}{F}}}
où p est défini également; et F est premier avec 10 par le même procédé que précédemment.
Pour exclure des nombres entiers qui commencent avec des zéros à partir des solutions, sélectionnez un nombre entier j tel que j s/F > 1/10, c'est-à-dire j > F/10s.
Si j s/F > 1, alors il n'existe aucune solution.

## Permutation circulaire par multiplication
Une longue division de 1 par 7 donne :
```
        0,142857...
    7 ) 1,000000
        0,7
          3
          28
           2
           14
            6
            56
             4
             35
              5
              49
               1
```

Lors de la dernière étape, le 1 réapparaît comme le reste. Les restes cycliques sont {1, 3, 2, 6, 4, 5}. Nous réécrivons les quotients avec les dividendes/restes correspondants à toutes les étapes :
```
    Dividendes/Restes      1 3 2 6 4 5
    Quotients              1 4 2 8 5 7
```

et notez aussi que:
- 1/7 = 0,142857...
- 3/7 = 0,428571...
- 2/7 = 0,285714...
- 6/7 = 0,857142...
- 4/7 = 0,571428...
- 5/7 = 0,714285...

En observant les restes de chaque étape, on peut ainsi effectuer une permutation circulaire souhaitée par la multiplication. Par exemple :
- le nombre entier 142857, correspondant au reste 1, permute à 428571 lorsqu'il est multiplié par 3, le reste correspondant de celui-ci ;
- le nombre entier 142857, correspondant au reste 1, permute à 857142 lorsqu'il est multiplié par 6, le reste correspondant de celui-ci.

De cette manière, le décalage cyclique à gauche ou à droite d'un nombre quelconque de positions peut être effectuée.

## Décalage circulaire à droite
Un nombre entier X se décale circulairement de deux rangs vers la droite lorsqu'il est multiplié par un entier n. X est alors le développement décimal périodique de 1/F, où F = n × 102 – 1 ou un facteur de celui-ci, mais à l'exception des valeurs pour lesquelles 1/F a une longueur de période divisant 2 ; et F doit être premier avec 10.

### Résumé des résultats
La multiplication suivante déplace circulairement les deux derniers chiffres de chaque entier :
| Multiplicateur n | Solution | Représenté par                                      | Autres solutions                                                            |
| ---------------- | --- | --------------------------------------------------- | --------------------------------------------------------------------------- |
| 2                | 0050251256 2814070351 7587939698 4924623115 5778894472 3618090452 2613065326 6331658291 4572864321 608040201 | 1/199 × 2 = 2/199 période = 99 c.-à-d. 99 chiffres. | 2/199, 3/199, ..., 99/199                                                   |
| 3                | 0033444816 0535117056 8561872909 6989966555 1839464882 9431438127 090301                                     | 1/299 × 3 = 3/299 période = 66 299 = 13 × 23        | 2/299, 3/299, ... , 99/299 Certains cas spéciaux sont illustrés ci-dessous. |
| 3                | 076923 | 1/13 × 3 = 3/13 période = 6                         | 2/13, 3/13, 4/13                                                            |
| 3                | 0434782608 6956521739 13                                                                                     | 1/23 × 3 = 3/23 période = 22                        | 2/23, 3/23, ... , 7/23                                                      |
| 4                | 0025062656 64160401                                                                                          | 1/399 × 4 = 4/399 période = 18 399 = 3 × 7 × 19     | 2/399, 3/399, ... , 99/399 Certains cas spéciaux sont illustrés ci-dessous  |
| 4                | 142857 | 1/7 × 4 = 4/7 période = 6                           | -                                                                           |
| 4                | 0526315789 47368421                                                                                          | 1/19 × 4 = 4/19 période = 18                        | 2/19, 3/19, 4/19                                                            |
| 5                | (un nombre cyclique avec une période de 498)                                                                 | 1/499 × 5 = 5/499 499 est un nombre premier long    | 2/499, 3/499, ... , 99/499                                                  |

Notez que :
- 299 = 13 × 23, et la période de 1/299 est déterminée avec précision par la formule, PPCM(6, 22) = 66 ;
- 399 = 3 × 7 × 19, et la période de 1/399 est déterminée avec précision par la formule, PPCM(1, 6, 18) = 18.

Il existe bien d'autres possibilités.

## Décalage circulaire à gauche
Un nombre entier X se décale circulairement de deux rangs vers la gauche lorsqu'il est multiplié par un entier n. X est alors le développement décimale périodique de 1/F, où F est R> = 102 - n, ou un facteur de R ; à l'exception des valeurs de F pour lesquelles 1/F a une longueur de période divisant 2 et F doit être premier avec 10.

### Résumé des résultats
Voici un résumé des résultats obtenus de cette manière :
| Multiplicateur n | Solution                                                                                                  | Représenté par    | Autres solutions                                                         |
| ---------------- | --- | ----------------- | ------------------------------------------------------------------------ |
| 2                | 142857 | 1/7 × 2 = 2/7     | 2/7, 3/7                                                                 |
| 3                | 0103092783 5051546391 7525773195 8762886597 9381443298 9690721649 4845360824 7422680412 3711340206 185567 | 1/97 × 3 = 3/97   | 2/97, 3/97, 4/97, 5/97, ... , 31/97, 32/97                               |
| 4                | Pas de solutions                                                                                          | -                 | -                                                                        |
| 5                | 0526315789 47368421                                                                                       | 1/19 × 5 = 5/19   | 2/19, 3/19                                                               |
| 6                | 0212765957 4468085106 3829787234 0425531914 893617                                                        | 1/47 × 6 = 6/47   | 2/47, 3/47, 4/47, 5/47, 6/47, 7/47                                       |
| 7                | 0322580645 16129                                                                                          | 1/31 × 7 = 7/31   | 2/31, 3/31, 4/31 1/93, 2/93, 4/93, 5/93, 7/93, 8/93, 10/93, 11/93, 13/93 |
| 8                | 0434782608 6956521739 13                                                                                  | 1/23 × 8 = 8/23   | 2/23                                                                     |
| 9                | 076923 | 1/13 × 9 = 9/13   | 1/91, 2/91, 3/91, 4/91, 5/91, 6/91, 8/91, 9/91, 10/91                    |
| 10               | aucune solution                                                                                           | -                 | -                                                                        |
| 11               | 0112359550 5617977528 0898876404 4943820224 7191                                                          | 1/89 × 11 = 11/89 | 2/89, 3/89, 4/89, 5/89, 6/89, 7/89, 8/89                                 |
| 12               | Pas de solutions                                                                                          | -                 | -                                                                        |
| 13               | 0344827586 2068965517 24137931                                                                            | 1/29 × 13 = 13/29 | 2/29 1/87, 2/87, 4/87, 5/87, 6/87                                        |
| 14               | 0232558139 5348837209 3                                                                                   | 1/43 × 14 = 14/43 | 2/43, 3/43                                                               |
| 15               | 0588235294 117647                                                                                         | 1/17 × 15 = 15/17 | -                                                                        |

## Autres bases
Dans le système duodécimal, les entiers transposables sont (en utilisant les deux et trois inversés pour dix et onze, respectivement) :
| Multiplicateur n | Solution la plus petite de telle sorte que la multiplication se déplace le dernier chiffre à gauche | Chiffres | Représenté par  | Solution la plus petite de telle sorte que la multiplication déplace le premier chiffre à droite | Chiffres | Représenté par |
| ---------------- | --------------------------------------------------------------------------------------------------- | -------- | --------------- | ------------------------------------------------------------------------------------------------ | -------- | -------------- |
| 2                | 06316948421                                                                                         | Ɛ        | 1/1Ɛ × 2 = 2/1Ɛ | 2497                                                                                             | 4        | 1/5 × 2 = 2/5  |
| 3                | 2497                                                                                                | 4        | 1/5 × 3 = 3/5   | aucune solution                                                                                  |          |                |
| 4                | 0309236ᘔ8820 61647195441                                                                            | 1Ɛ       | 1/3Ɛ × 4 = 4/3Ɛ | aucune solution                                                                                  |          |                |
| 5                | 025355ᘔ94330 73ᘔ458409919 Ɛ7151                                                                     | 25       | 1/4Ɛ × 5 = 5/4Ɛ | 186ᘔ35                                                                                           | 6        | 1/7 × 5 = 5/7  |
| 6                | 020408142854 ᘔ997732650ᘔ1 83469163061                                                               | 2Ɛ       | 1/5Ɛ × 6 = 6/5Ɛ | aucune solution                                                                                  |          |                |
| 7                | 01899Ɛ864406 Ɛ33ᘔᘔ1542391 374594930525 5Ɛ171                                                        | 35       | 1/6Ɛ × 7 = 7/6Ɛ | aucune solution                                                                                  |          |                |
| 8                | 076Ɛ45                                                                                              | 6        | 1/17 × 8 = 8/17 | aucune solution                                                                                  |          |                |
| 9                | 014196486344 59Ɛ9384Ɛ26Ɛ5 33040547216ᘔ 1155Ɛ3Ɛ12978 ᘔ3991                                           | 45       | 1/8Ɛ × 9 = 9/8Ɛ | aucune solution                                                                                  |          |                |
| ᘔ                | 08579214Ɛ364 29ᘔ7                                                                                   | 14       | 1/15 × ᘔ = ᘔ/15 | aucune solution                                                                                  |          |                |
| Ɛ                | 011235930336 ᘔ53909ᘔ873Ɛ3 25819Ɛ997505 5Ɛ54ᘔ3145ᘔ42 694157078404 491Ɛ1                              | 55       | 1/ᘔƐ × Ɛ = Ɛ/ᘔƐ | aucune solution                                                                                  |          |                |